# Greeniopsis
Greeniopsis, biljni rod iz porodice broćevki, dio tribusa Aleisanthieae. Sastoji se od šest priznatih vrsta. Sve su filipinski Endemi.
Rod je opisan 1909.

## Vrste
1. Greeniopsis discolor Merr.
2. Greeniopsis euphlebia Merr.
3. Greeniopsis megalantha Merr.
4. Greeniopsis multiflora (Elmer) Merr.
5. Greeniopsis pubescens Merr.
6. Greeniopsis sibuyanensis Elmer